# Ель-Голеа
30°36′ пн. ш. 2°54′ сх. д. / 30.6° пн. ш. 2.9° сх. д.
Ель-Голеа (араб. الجولية) - оаза Сахари, що розташована на території Алжиру, на шляху з міста Алжир через Лагуат на Туат і Тімбукту, на висоті близько 400 метрів. 
Населення оази становить понад 40 тис осіб (2008 р). Ель-Голеа складається з укріпленого верхнього міста і нижнього міста з кам'яними будівлями і виритими печерами. Є аеропорт. Переліт зі столиці Алжиру в Ель-Голеа займає 2 години 47 хвилин.
В Ель-Голеа росте майже двісті тисяч пальм. 

## Історія
Спочатку Ель-Голеа був заселений берберським плем'ям зената. Пізніше тут оселилося плем'я шамба, що говорило арабською мовою. Оазу вперше відвідав Дювейр'є і з 1861 року ця територія вважалася французькою. Остаточно оаза офіційно прийнята під юрисдикцію Франції   1872 році. Під її владою Ель-Голеа перебував аж до здобуття Алжиром незалежності в 1962 році. На території оази похований дослідник Африки Шарль де Фуко.

## Клімат
Ель Голеа має спекотний пустельний клімат (згідно з копенгагенською класифікацію клімату BWH) з довгим, дуже спекотним літом і короткою, теплою зимою. Випадає дуже мало опадів протягом усього року, а літо особливо сухе. Літні температури в денний час досягають до 45 °C (113 °F). Небо ясне протягом року.
| Клімат Ель-Голеа (1981-2010) | Клімат Ель-Голеа (1981-2010) | Клімат Ель-Голеа (1981-2010) | Клімат Ель-Голеа (1981-2010) | Клімат Ель-Голеа (1981-2010) | Клімат Ель-Голеа (1981-2010) | Клімат Ель-Голеа (1981-2010) | Клімат Ель-Голеа (1981-2010) | Клімат Ель-Голеа (1981-2010) | Клімат Ель-Голеа (1981-2010) | Клімат Ель-Голеа (1981-2010) | Клімат Ель-Голеа (1981-2010) | Клімат Ель-Голеа (1981-2010) | Клімат Ель-Голеа (1981-2010) |
| Показник                     | Січ.                         | Лют.                         | Бер.                         | Квіт.                        | Трав.                        | Черв.                        | Лип.                         | Серп.                        | Вер.                         | Жовт.                        | Лист.                        | Груд.                        |                              |
| Середній максимум, °C        | 17,0                         | 20,3                         | 24,4                         | 28,9                         | 33,9                         | 39,4                         | 41,9                         | 41,4                         | 36,7                         | 30,4                         | 22,9                         | 18,2                         |                              |
| Середня температура, °C      | 10,0                         | 12,8                         | 16,8                         | 21,3                         | 26,2                         | 31,5                         | 34,0                         | 33,5                         | 29,4                         | 23,3                         | 15,8                         | 11,2                         |                              |
| Середній мінімум, °C         | 2,9                          | 5,2                          | 9,2                          | 13,6                         | 18,5                         | 23,5                         | 26,1                         | 25,5                         | 22,1                         | 16,1                         | 8,7                          | 4,1                          |                              |
| Норма опадів, мм             | 4.8                          | 1.3                          | 7.2                          | 1.6                          | 4.7                          | 0.3                          | 0.2                          | 0.4                          | 4.3                          | 4.9                          | 4.0                          | 2.3                          |                              |
| Днів з опадами               | 0,8                          | 0,5                          | 1,1                          | 0,5                          | 0,3                          | 0,1                          | 0,1                          | 0,1                          | 0,8                          | 1,1                          | 1,1                          | 0,8                          |                              |
| ---------------------------- | ---------------------------- | ---------------------------- | ---------------------------- | ---------------------------- | ---------------------------- | ---------------------------- | ---------------------------- | ---------------------------- | ---------------------------- | ---------------------------- | ---------------------------- | ---------------------------- | ---------------------------- |
| Джерело: Meteo-Climat        |                              |                              |                              |                              |                              |                              |                              |                              |                              |                              |                              |                              |                              |